# Brachirus selheimi
Brachirus selheimi är en fiskart som först beskrevs av Macleay 1882.  Brachirus selheimi ingår i släktet Brachirus och familjen tungefiskar. Inga underarter finns listade.